# 罗伯特·约瑟夫·扬
罗伯特·约瑟夫·扬（1948年5月29日—）是一位材料学家，毕业于剑桥大学圣约翰学院，曼彻斯特大学国家石墨烯研究所教授，专攻聚合物和复合材料，2013年當選英国皇家學會會士。